# Кахоку (Ісікава)

36°43′12″ пн. ш. 136°42′24″ сх. д. / 36.72000° пн. ш. 136.70667° сх. д.
Кахо́ку (яп. かほく市, かほくし, МФА: [kahoku ɕi̥]) — місто в Японії, в префектурі Ісікава.

## Короткі відомості
Розташоване в центральній частині префектури, на березі Японського моря. Виникло на основі постоялого містечка раннього нового часу. Засноване 1 березня 2004 року шляхом об'єднання містечок Уноке, Нанацука й Такамацу повіту Кахоку. Основою економіки є текстильна промисловість, хімічна промисловість, виробництво гуми. Станом на 1 квітня 2009 площа містечка становила 64,76 км². Станом на 1 липня 2011 населення містечка становило 34 496 осіб.